# 二连站
二连站位于中华人民共和国内蒙古自治区锡林郭勒盟二连浩特市，是由呼和浩特局集团管辖的一座铁路车站。经过铁路有集二铁路，车站距蒙古国首都乌兰巴托714公里，距北京720公里，距呼和浩特410公里。2017年，二连浩特铁路口岸全年进口运量突破千万吨。

## 历史
二连站于1955年1月3日随集二铁路的开通而运营，车站开通后随即开始与蒙古国和苏联的国际联运业务。
1965年中苏交恶后集二线由原先的宽轨改为准轨，二连站因此改为国际铁路联运换装站，增建了准轨到发场和编组场办理国内客货运输，同时承担进出口货物的交接换装作业和国际旅客列车转向架换装作业。1984年车站进行大规模扩建，改造后的车站通过、编组、换装能力较60年代提高两倍多。
1991年6月12日，二连站至扎门乌德站两个口岸站间的双轨距铁路在扎门乌德站接轨。2004年车站对货场进行扩容扩能改造，建成亚洲最大的散堆货场和换轮库。
2022年6月，二连口岸扩能改造工程正式开工，包括宽准轨到发场、调车场改扩建及相关工程，主要涉及工务、信号、通信、电力、信息、房建等施工。是该站第四次大规模扩能改造。8月11日，二连口岸新增、改建的12条宽准轨接发列车线路投入使用。改造后，宽准轨接发列车线路增加至30条；新建使用的二连站调度指挥中心将实现宽轨场、准轨场、换轮库、边检场“四场合一”集中控制运输组织模式。二连口岸集装箱接运能力预计将提升20%。
2023年8月30日，来往乌兰巴托站与二连站的685/6次国际旅客列车恢复运行，这也是自2020年1月底以来受2019冠状病毒病疫情影响暂停运行的国际列车服务首次恢复。

## 车站结构

### 站房

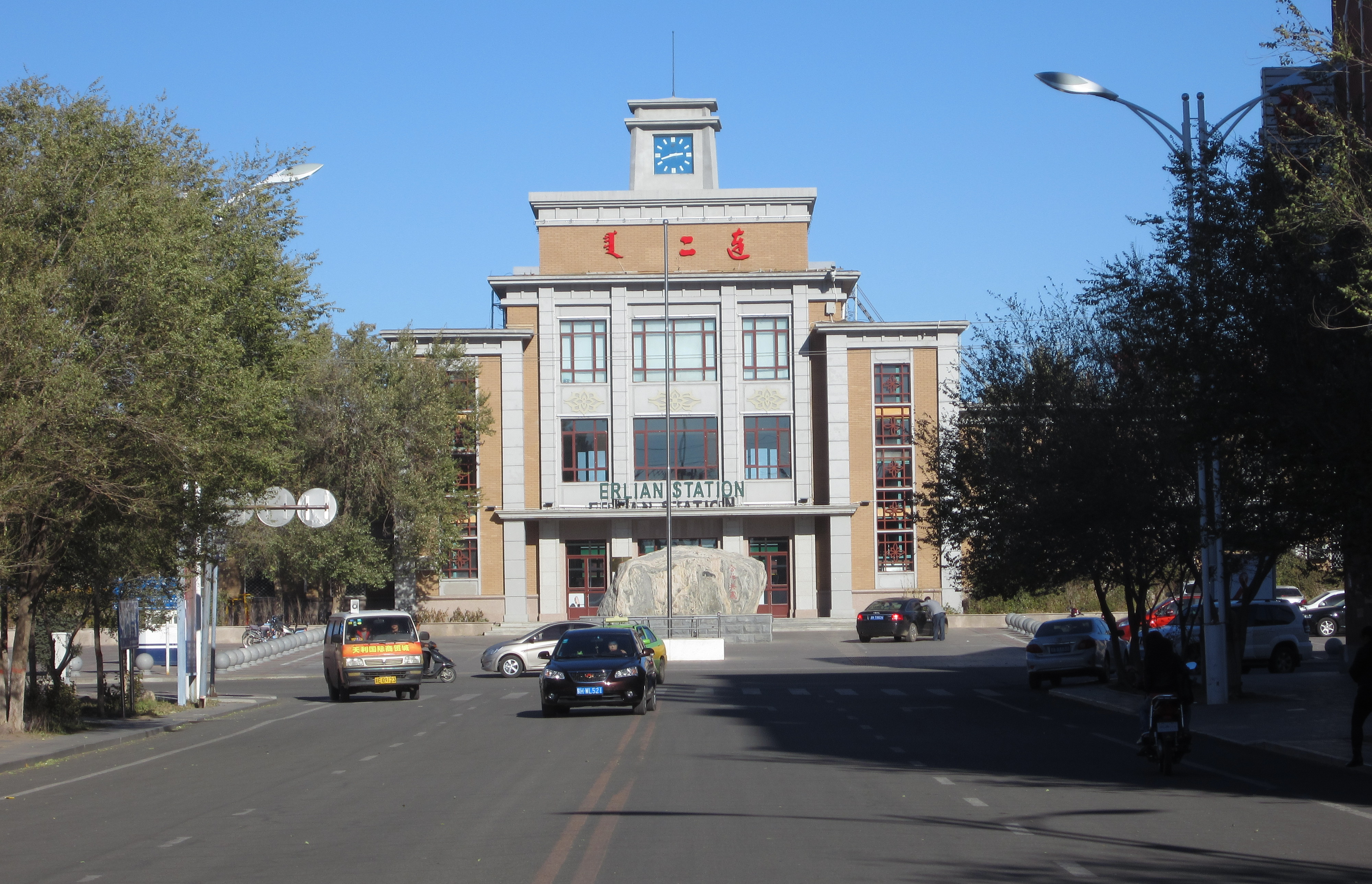
车站站房

二连站站房设有南北两翼，分设国内候车室和国际候车室。国际候车室位于站房南侧，共有两层：一楼设有出入境大厅和综合厅，设有海关、检验检疫局、边防检查站为出入境旅客办理通关手续；二楼设有软席候车室、贵宾室、免税店等为国际列车旅客提供休息、购物场所。

### 站场
站场分为准轨和宽轨两个场，宽轨场与准轨场为纵列式分布，各系统车场为横列式分布。站场分设准轨到发场、调车场、客车场，共设股道76条；宽轨到发场、调车场，共设股道81条；此外车站还设有站修线、液体化工换装线、木材专用线、如意物流园专用线、浩通物流园区专用线。
车站换轮场位于客场北侧，包括人力换装区、机械换装区，面积18000平方米，共设宽、准轨各7条，为K3/4次、K23/24次和681/682办理宽（准）轨转向架检修和换装任务；

## 运营状况
二连站每天接发客车3对，货车33对，年吞吐能力达200—260万吨，每年有80多个国家和地区近2万名旅客从该站出入境。车站位于中蒙边境，由于两国铁路轨距不同，车站办理中蒙国际联运列车的转向架换装作业。

## 周边
- 二连浩特市政府
- 二连太平洋国际饭店
- 二连浩特市粮食局
- 宝鼎商城
- 万客隆仓储超市
- 铁路中学
- 金叶时代超市
- 金叶时代广场
- 恐龙公园
- 二连浩特中学